# Dannensternhaus

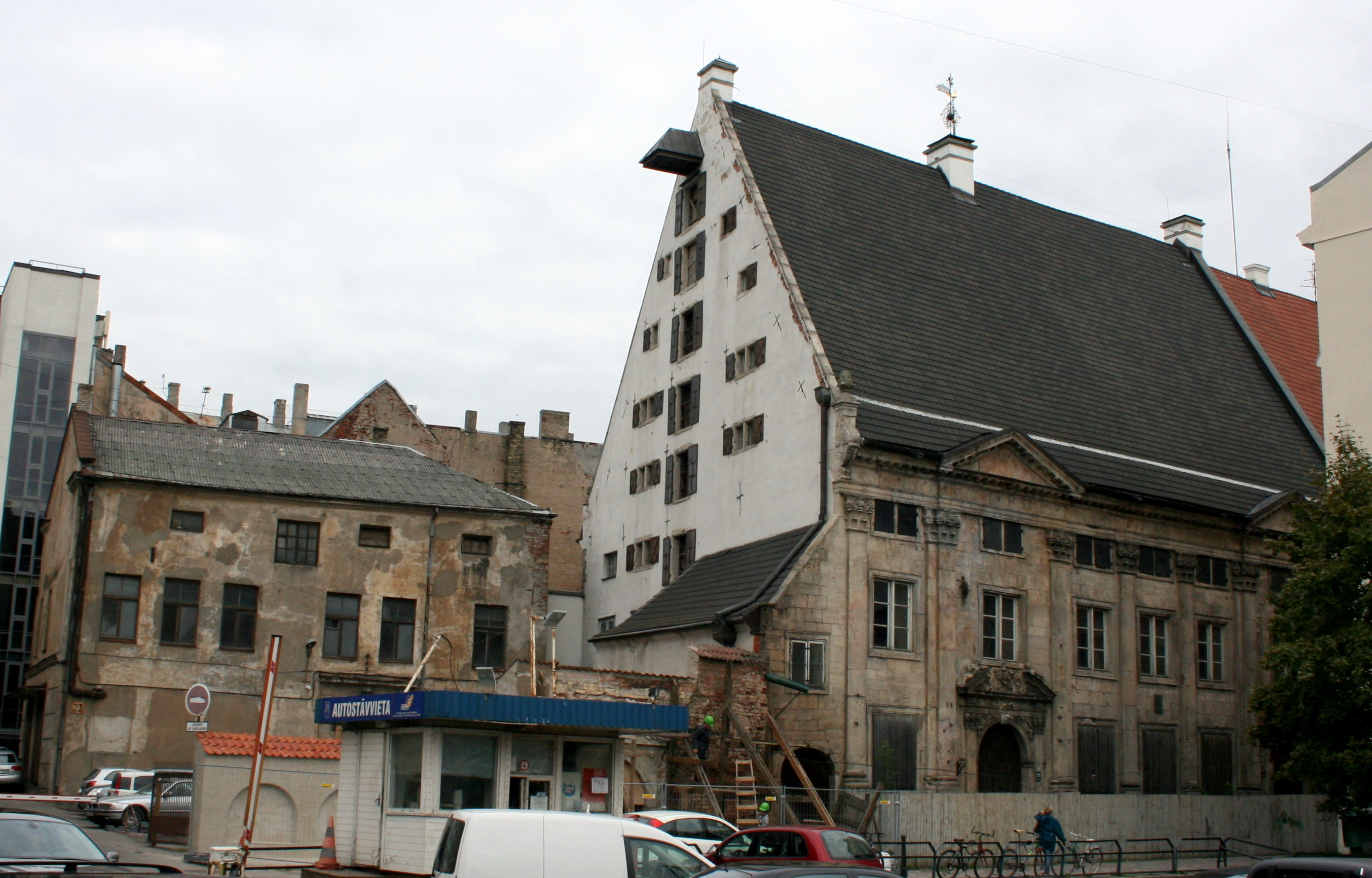
Das Dannensternhaus in Riga (September 2010)

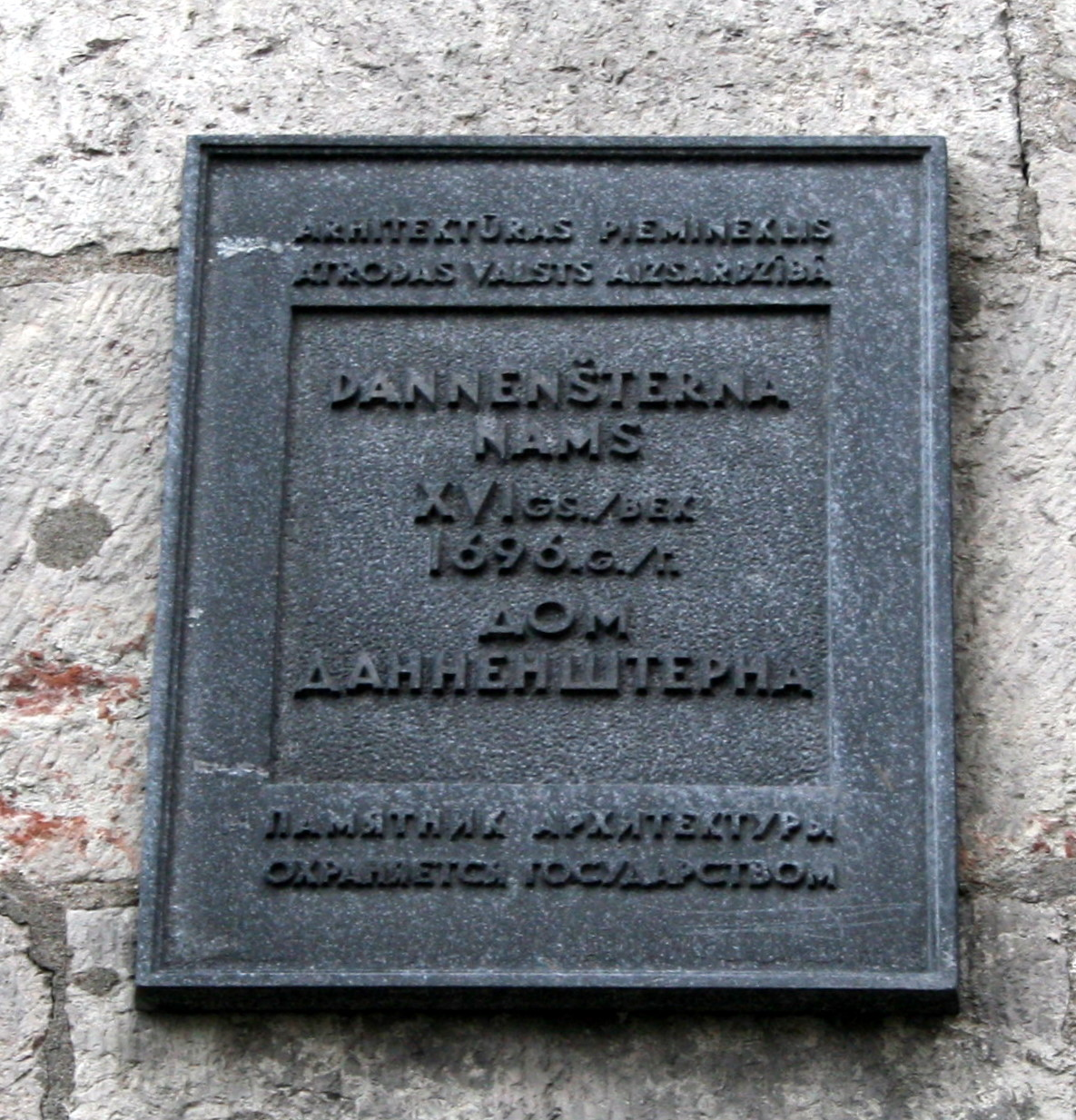
Eine Infotafel weist auf das Architekturdenkmal hin

Das Dannensternhaus (lettisch Dannenšterna nams) ist ein historischer Gebäudekomplex in Riga und als Architekturdenkmal eingetragen. Der reiche Kaufmann Ernst Metsue von Dannenstern ließ sich das nach ihm benannte Haus im Jahr 1696 im barocken Stil errichten. Es gilt als „ein hervorragendes Barockdenkmal“.

## Geschichte und Architektur
Bei dem Gebäudekomplex in der historischen Altstadt, an der Adresse Marstallstraße (Mārstaļu iela) 21, in unmittelbarer Nähe zur einstigen Hafenanlage vor der Rigaer Stadtmauer und späteren Marstall-Bastion handelt es sich um eine Mischung aus Repräsentationsgebäude und Speicher.
Im Erdgeschoss lag ein großer Saal und das Kontor mit dem Büro und Geschäftsräumen. Ein Empfangssaal war den prominenten Gästen des Besitzers gewidmet, dieser befand sich mit den Privaträumen des Besitzers im Hauptgeschoss. Die Innenräume sind mit Stuck, Schnitzereien und Delfter Kacheln prunkvoll ausgestattet. Zum Anwesen gehörten auch ein mit Tonnengewölben ausgestattetes Kellergeschoss und zwei Hinterhofgebäude.
Die Fassadengliederung des Vorderhauses erfolgt durch Pilaster. Das Erdgeschoss wurde mit großformatigen Kalksteinplatten verblendet; dies gilt als eine typische Zierde für Hansehäuser des 17. Jahrhunderts, die man auch noch in Tallinn findet. Teile der Bauplastik der Fassade konnten dem Baumeister D. Walter zugeschrieben werden.
Dienten die beiden unteren Stockwerke des Vorderhauses als Wohn- und Geschäftsräume, so wurden die darüber liegenden fünf deutlich niedrigeren Stockwerke unter dem Steildach als Warenlager genutzt. Zum Transport waren in den Geschossen Luken vorhanden und eine Aufzugsanlage aus zwei Blockwinden eingebaut.
Im September 2010 begannen Arbeiter mit der Restaurierung am Eingangsbereich. Letzte dokumentierte Umbauten erfolgten schon in den Jahren 1933 bis 1936.